# チャールズ・オーティス・ホイットマン

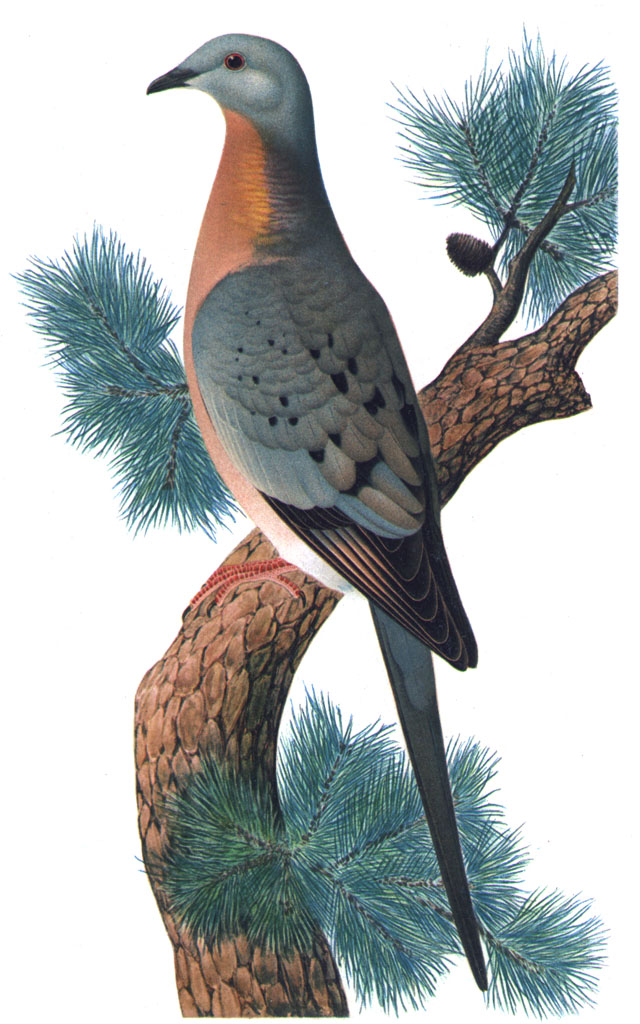
ホイットマンによって描かれたリョコウバト

チャールズ・オーティス・ホイットマン（英:Charles Otis Whitman、1842年12月14日 - 1910年12月6日）はアメリカ合衆国の動物学者。お雇い外国人教師として来日、日本の近代動物学の発展に貢献。
ボウディン大学を卒業後、ルイ・アガシーの指導を受け動物学を学び、さらに1875年から1878年にドイツに留学しルドルフ・ロイカルト（w:Rudolf Leuckart）の指導を受けた。東京帝国大学動物学科の初代教授エドワード・S・モースの推薦でその後任として来日、1879年から1881年まで東京大学教授に着任する。佐々木忠次郎、岩川友太郎、飯島魁、石川千代松ら四人の初期の近代動物学者を育てた。

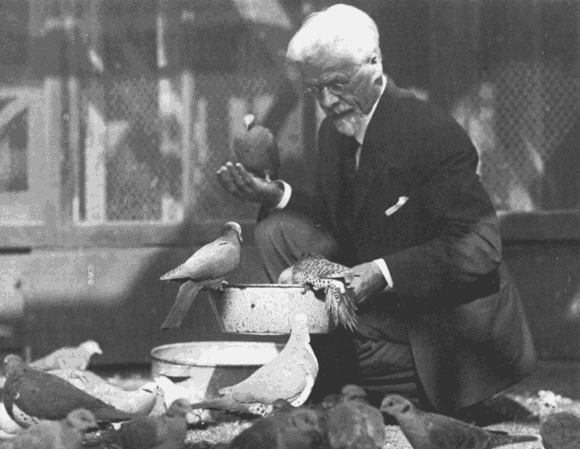
Charles Otis Whitman

アメリカに帰国後、1882年ハーバード大学・比較動物学博物館助手、1886年ミルウォーキー臨湖実験所所長、1888年にはウッズホール海洋生物学研究所を設立し、1908年までの11年間初代所長を勤める。1889年にはクラーク大学教授、1892年にはシカゴ大学教授を兼任している。
動物学上の業績としては、ヒルの初期発生について行った細胞系統の研究（発生学）、自然選択説を突然変異説や定向進化説などにいかに調和させるかという研究（進化論）、ハトなどの行動から本能と知能の起源を解明しようという研究（動物行動学）がある。